# Podtržítko
Podtržítko také podtrhávací čára je speciální symbol nebo znak („_“) obsažený ve znakové sadě ASCII na pozici 95 (desítková soustava) nebo 0x5F ( šestnáctková soustava). Jeho význam se liší v závislosti na kontextu a oblasti použití. Patří ke znakům používaným v informatice.

## Původ a použití

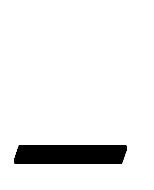
Prezentace podtržítka

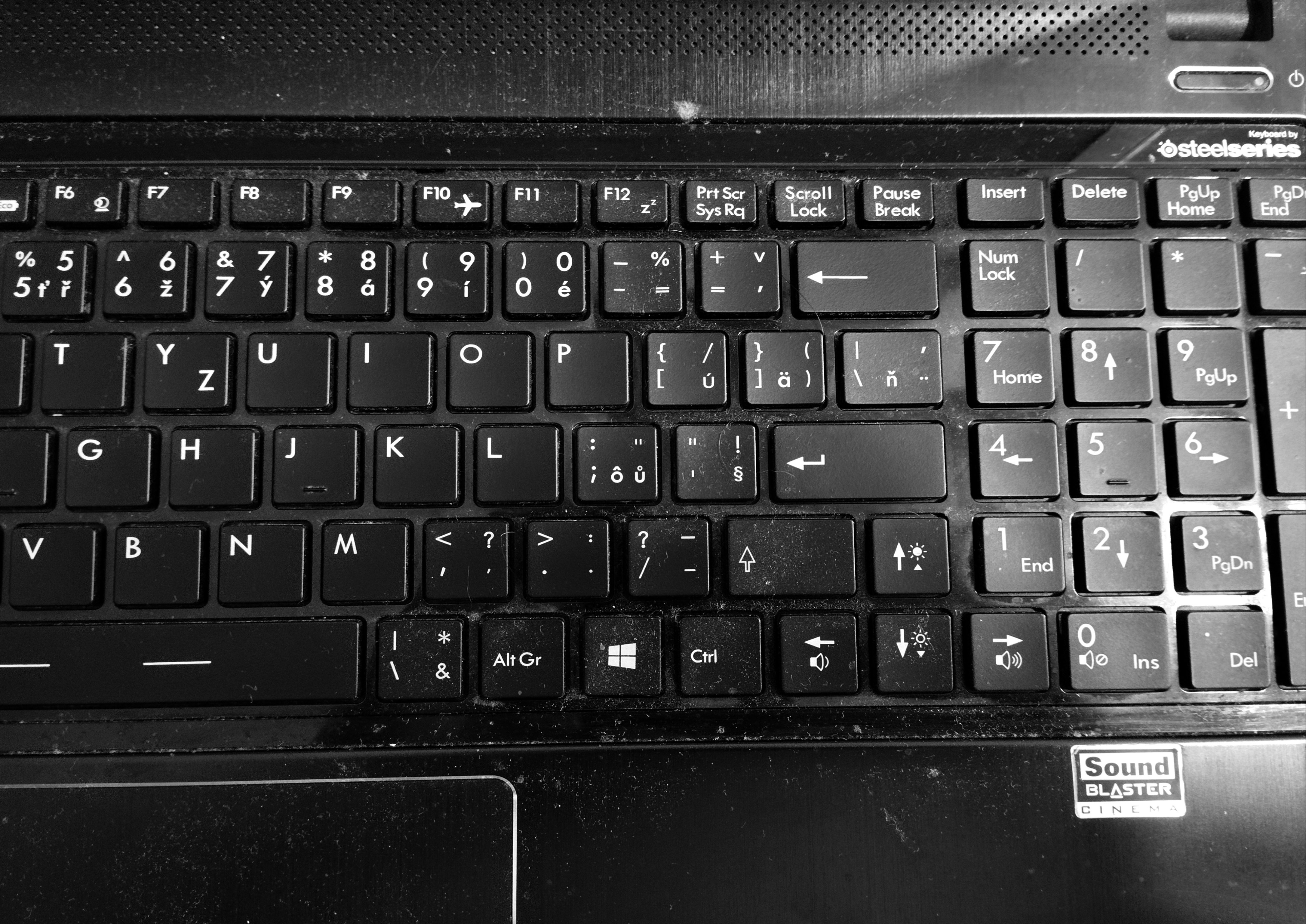
část klávesnice

Symbol _ (podtržení) se používal při psaní na psacím stroji ke zdůraznění slova jeho podtržením. Podle typu psacího stroje se slovo podtrhávalo posunutím například vozíku nebo kolečka zpět na první slovo, které mělo být podtrženo. Poté se napsal příslušný počet podtržení. Někdy se také používalo ve  formulářích vytvořením „dlouhé čáry“ pro doplnění údaje.
Nemožnost použití prázdných mezer v identifikátoru koncem šedesátých let 20. století umožnila zahrnutí podtržítka jako znaku. Programátorům se tak usnadnilo tvoření názvu objektů použitím více slov. Podtržítko začali používat pro dlouhé zřetězené názvy.
V programovacích jazycích se používá místo mezerníku, protože řada formátů nepřipouští v názvu proměnné nebo identifikátoru prázdnou mezeru. Některé programovací jazyky umožňovaly použití pomlčky, ale ta byla většinou interpretována jako operátor odčítání. Například proměnné pocet_zaku je přiřazeno číslo 18 a podobně je přiřazena hodnota pro jmeno_studenta nebo proměnné je_aktivni
- pocet_zaku = 18
- jmeno_studenta = "Petr"
- je_aktivni = True

Podobné se používá u názvu souborů nebo názvu webových adres (URL) na internetu. Uplatní se i při tvorbě uživatelských jmen (lepší čitelnost). E-mailová adresa může obsahovat pouze určité znaky, k nim patří písmena anglické abecedy a interpunkční znaménka jako je tečka, spojovník nebo podtržítko.
Zobrazení znaku podtržítka  
| Unicode | Hex    | HTML kód | HTML entita |
| U+0005F | &#x5f; | &#95;    | &lowbar;    |

## Zápis
- Na klávesnici (MS Windows)[5] se klávesa umožňující jeho zápis se nalézá vlevo vedle pravého ⇧ Shift. Klávesa obsahuje čtyři znaky nahoře otazník a podtržítko a dole lomítko a spojovník  ?
/   _
- . Znak napíšeme stisknutím této klávesy a současně levé nebo pravé klávesy ⇧ Shift.[6] Zapsání pomocí ASCII hodnoty lze použít na anglické i české klávesnici.[5] Přidržíme klávesu levý Alt a na numerické části klávesnice postupně zmáčkneme číslice 9 a 5.[6] Tyto dva způsoby napsání podtržítka lze použít na stolních počítačích i noteboocích bez ohledu na značku výrobce.

- Stolní počítače i notebooky Apple mají odlišně značené klávesy, například Alt má označení ⌥ Option. Pro napsání podtržítka postačí klasická tlačítka. Lze použít pravý ⇧ Shift a klávesu vlevo se znaky pomlčky (-) a podtržítka (_). Druhý způsob umožňuje použití kombinace kláves Ctrl + ⌘ Command + mezerník, kdy se zobrazí seznam všech znaků, které macOS nabízí. Poté metodou Drag & Drop lze podtržítko přetáhnout do textu.[5]